# 寄川歌太
寄川 歌太（よりかわ うた、2004年3月11日 - ）は、日本の俳優。

## 来歴
ソニー・ミュージックエンタテインメントが運営する俳優事務所TDMに所属。2020年に短歌の書籍として異例のベストセラーを巻き起こした萩原慎一郎の『歌集 滑走路』原作映画のメインキャストに抜擢される。

## 出演作品

### 映画
- 『燃えよ剣』田村銀之助役 (2020年5月)
- 『たぶん』川野役 (2020年)
- 『映画 滑走路』主演(2020年11月20日)[2][3]
- 『青葉家のテーブル』青葉リク役（2021年6月18日）
- 『時空（トキ）ヲコエテ』主演 小幡樹役(2024年02月28日)

### テレビドラマ
- 剣樹抄〜光圀公と俺〜 第3話（2021年11月5日 - 12月24日、NHK BSプレミアム） - 松平頼重（16歳） 役
- 大河ドラマ どうする家康（2023年、NHK）- 鵜殿氏長 役

### ミュージックビデオ
- Sano ibuki『紙飛行機』主演を務めた映画滑走路の主題歌。

## ノミネート・受賞歴
- 第75回毎日映画コンクール 『映画 滑走路』新人賞ノミネート[4]
- 第94回キネマ旬報ベスト・テン『映画 滑走路』新人賞ノミネート[5]